# Hogesnelheidslijn Milaan–Verona

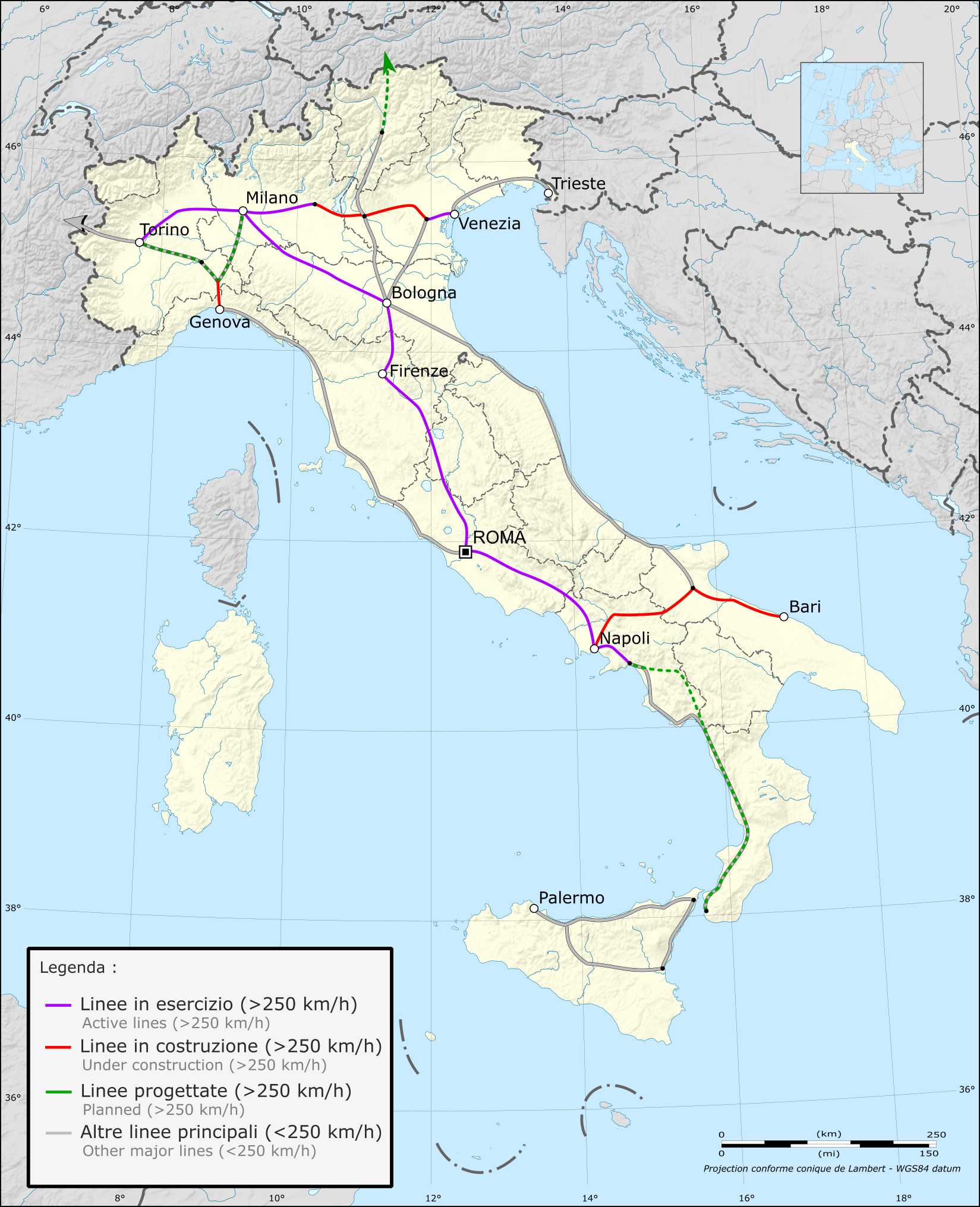
Netwerk van Italië

De hogesnelheidslijn Milaan-Verona is een Italiaanse hogesnelheidslijn van 165 kilometer die Milaan met Verona verbindt. Een deel is al in bedrijf, en een deel is nog in aanbouw. Het traject tussen Milaan en Verona zal in totaal ongeveer 165 kilometer lang zijn, en loopt door 31 gemeenten in  de regio Lombardije en 4 in Veneto. 
De lijn zal de spoorlijn Milaan - Venetië vervangen voor hogesnelheidstreinen. In 2007 werd de eerste bouwfase voltooid en geopend, tussen Milaan Lambrate en Treviglio. In 2016 werd de tweede fase tussen Treviglio en Brescia voltooid. De bouw van het resterende gedeelte naar Verona zal naar verwachting in 2023 voltooid zijn. Hogesnelheidstreinen rijden tot Brescia over de nieuwe lijn en rijden dan op de gewone spoorlijn voor het resterende deel.
De lijn maakt deel uit van spoorwegas 6 van het Trans-Europese spoorwegnetwerk (TEN-T) op de Pan-Europese corridor V.  Het seinsysteem op het nog aan te leggen traject zal voorzien zijn van ERTMS/ETCS, wat de interoperabiliteit tussen de Europese spoorlijnen waarborgt.

## Bouw

### Traject Milaan-Treviglio
De aanleg van het stuk tussen Milaan en Treviglio werd in 1995 goedgekeurd. De verbinding tussen het station Lambrate in Milaan en het station Pioltello-Limito werd in 2000 voltooid, terwijl het 30 kilometer lange traject tussen Milaan en Treviglio op 10 juni 2007 werd geopend. De aanleg kostte 290 miljoen euro.

### Traject Treviglio-Brescia
Het definitieve ontwerp van het segment tussen Treviglio en Brescia werd in november 2007 door CIPE goedgekeurd, met een budget van € 2,05 miljard gefinancierd door het Economic Financial Planning Document (DPEF) tussen 2007 en 2011. Op 7 maart 2011 werd een overeenkomst getekend tussen Rete Ferroviaria Italiana en Cepav Due voor het eerste deel van het project, ter waarde van € 700 miljoen. 
De werkzaamheden begonnen in mei 2012 en het traject Treviglio–Brescia werd in 2016 voltooid. Op 11 december 2016 is de hogesnelheidstreindienst tussen Milaan en Brescia van start gegaan, met een reistijd van 36 minuten tussen de twee steden.

### Sectie Brescia-Verona
Het gedeelte van de hogesnelheidslijn Brescia Est – Verona is in 2016 goedgekeurd en de bouw ervan is begonnen, met een geplande opening in 2026. Dit gedeelte van de hogesnelheidslijn wordt aangelegd langs de snelweg A4 Milaan-Venetië en de conventionele spoorlijn. Het doorkruist de regio's Lombardije en Veneto, 11 gemeenten in de provincies Brescia, Verona en Mantua (laatstgenoemde alleen voor wegwerkzaamheden) en voorziet in de aanleg van een spoorlijn van ongeveer 48 kilometer, inclusief 2,2 kilometer voor de crossover van Verona Merci die de spoorlijn met de as Verona-Brenner verbindt. 

### Lijn Verona-Padua
Vanaf Verona is de lijn Verona-Padua verdeeld in drie percelen. De bouw van het eerste deel tussen Verona en het knooppunt (bivio) bij Vicenza is in 2021 begonnen. De verwachting is dat het in 2026 wordt geopend. Dit eerste deel zal 44,2 kilometer lang zijn en lopen over 13 gemeenten, een verviervoudiging van de bestaande spoorlijn. De bouwkosten van het Verona-Padua-project bedragen in totaal ongeveer € 4,8 miljard. Met een lengte van 76,5 kilometer zal de spoorlijn dienen als een belangrijke verbinding door het noordoosten van Italië.

## Route
Vanaf het centraal station van Milaan vertrekt het spoor via een conventionele spoorlijn naar het station Milaan Lambrate. Na het verlaten van Lambrate buigt het traject oostwaarts af richting de spoorlijn Milaan - Venetië naar Verona en Bergamo. Bij Melzo (vlakbij station Pozzuolo) splitst de hogesnelheidslijn zich af van de oude route ten westen van station Treviglio. Deze aansluiting bij Treviglio West maakt het mogelijk om de momenteel afzonderlijke stations Treviglio en Treviglio West (Ovest) met elkaar te verbinden.
Het hogesnelheidsgedeelte tussen Treviglio en Brescia is 39,6 kilometer lang. Het door het CIPE goedgekeurde project omvatte de bouw van een nieuwe hogesnelheidslijn met een grote capaciteit die de stad Bergamo in zuidelijke richting omzeilt en Brescia bereikt via een traject dat grotendeels gescheiden is van de conventionele lijn.
Het nieuwe traject splitst zich af vanaf het toekomstige knooppunt Treviglio West en volgt de snelweg A35 naar de gemeente Castrezzato. Vanaf hier zal er, zodra de spoorlijn naar Verona gereed is, een aftakking zijn naar knooppunt Brescia West, die aansluit op de conventionele route. Deze aansluiting sluit aan op de oude lijn bij Ospitaletto om aan te komen bij het station van Brescia.